# Deinopis aruensis
Deinopis aruensis är en spindelart som beskrevs av Roewer 1938. Deinopis aruensis ingår i släktet Deinopis och familjen Deinopidae. Inga underarter finns listade i Catalogue of Life.